# Зубовце (община Врабчище)
 Тази статия е за положкото село.  За кумановското вижте Зубовце (община Куманово).  
Зубовце или Зубовци (среща се и книжовната форма Зъбовци, изписвана до 1945 Зѫбовци, (на македонска литературна норма: Зубовце; на албански: Zuboci, Зубоци) е село в Северна Македония, център на община Врабчище.

## География
Селото е разположено на 4 километра северно от Гостивар в източното подножие на планината Шар.
Селото е разположено по протежение на Зубовски Поток на надморска височина от 556 метра. Селото има три основни водоизточника: „Захарски“, „Калапетроец“ и „Лапнимушица“. Площта на селото е доста голяма. Нивите са разположени в източната равнинна част като: Долен Чес, Капркойца, Кръш, Мал П'т, Чапрага, Дапче, Дренец, Кобел, Манастирско, Под лаг, Кара Зела, Голема нива, Клукоо, Лазец, Крило, Бунарце, Цигалче, Орашлика, Крепи Куќица, Пскърсник и Калишаноец. Ливадите са разположени на местата: „Слатина и Ливадже“, а горите са в местността „Костур-Самар“ над селото. 

## История
През 1868 година свещеникът Георгие от Зубовци е спомоществувател за изданието на „Поучително евангелие“ на Софроний Врачански.
В края на XIX век Зубовце е българско село в Гостиварска нахия на Тетовска каза на Османската империя. Според статистиката на Васил Кънчов („Македония. Етнография и статистика“) в 1900 година Зубовци има 720 жители българи християни.
Според секретен доклад на българското консулство в Скопие 50 от 100 къщи в селото през 1889 година признават Цариградската патриаршия. Между 1896 – 1900 година селото преминава под върховенството на Българската екзархия.
В селото съществува българско училище. През учебната 1899/1900 година българското училище се посещава от общо 62 ученици, от които 12 ученички и 50 ученици с 1 учител.
Според патриаршеския митрополит Фирмилиан в 1902 година в селото има 42 сръбски патриаршистки къщи. Според секретаря на Българската екзархия Димитър Мишев („La Macédoine et sa Population Chrétienne“) в 1905 година в Зубовци има 416 българи екзархисти и 336 българи патриаршисти сърбомани и в селото работят българско и сръбско училище.
При избухването на Балканската война 8 души от Зубовци са доброволци в Македоно-одринското опълчение.
В 1913 година селото попада в Сърбия. По време на българското управление на Вардарска Македония през Първата световна война  Зубовци е център на община от четири села в Гостиварска околия на Тетовски окръг и има 691 жители.
Според Афанасий Селишчев в 1929 година Зубовце е център на община от 4 села в Горноположкия срез и има 109 къщи със 705 жители българи.
Според преброяването от 2002 година селото има 762 жители.
| Националност | Всичко |
| македонци    | 478    |
| албанци      | 223    |
| турци        | 58     |
| роми         | 0      |
| власи        | 0      |
| сърби        | 2      |
| бошняци      | 0      |
| други        | 1      |

## Личности
Родени в Зубовце
- Аврам Симов Мойсов, македоно-одрински опълченец; 1-а рота на 2-а Скопска дружина; 20. IX. 1912 г. – неизвестно[13]
- Александар Настески (р. 1948), художник от Северна Македония
- Георги Кипров Попов, македоно-одрински опълченец 21-годишен; хлебар; II отделение; 1-ва рота на 2-ра Скопска дружина; 23. IX. 1912 г. – неизвестно[14]
- Иван Илиев Богоев, македоно-одрински опълченец; 1-ва рота на 2-ра Скопска дружина; 1. X. 1912 г. – неизвестно[15]
- Йосиф Мартинов Стефанов, македоно-одрински опълченец; 1-ва рота на 2-ра Скопска дружина; 1. X. 1912 г. – неизвестно[16]
- Миле Николов Иванов (1883-?), 25-годишен македоно-одрински опълченец, IV отделение; 1-ва рота на 2-ра Скопска дружина 1. X. 1912 г. – неизвестно; ранен на 17. VI. 1913 г.; орден „За храброст“ IV степен[17] На 23 март 1943 като жител на Скопие подава молба за българска народна пенсия; молбата е одобрена и пенсията е отпусната от Министерския съвет на Царство България.[18]

- Найдо Милошов (1881 – 3.XI.1907), български революционер от ВМОРО от 1901 година, четник на Иван Наумов Алябака[19], убит от башибозук при Опила[20]
- Найдо Стоянов Иванов, македоно-одрински опълченец 30-годишен; бозаджия; II отделение; 1-ва рота на 2-а Скопска дружина; 18. IX. 1912 г. – 26.I.1913 г. убит[21]
- Светозар Илиев Йосифов, 20-годишен македоно-одрински опълченец; бозаджия; IV отделение; 1-ва рота на 2-а Скопска дружина; 1. X. 1912 г. – неизвестно[22]
- Тане Павлев, 22-годишен македоно-одрински опълченец;шивач; 1-ва рота на 11-а Серска дружина; 28. X. 1912 г. – 10. VIII. 1913 г.[23]
- Томе Серафимовски (1935 – 2016), скулптор от Северна Македония, академик

## Галерия
- Паметник на Свети Наум Охридски Чудотворец в двора на църквата „Свети Тома“ дело на скулптора Томе Серафимовски
- Бюст, посветен на ктитора Томе Серафимовски в двора на църквата „Свети Тома“
- Мемориал на комунистически партизани.
- Църквата „Света Марина“
- Надписът над входната врата на църквата „Света Марина“ зографисана в 1866 от страна на зограф Иван Илиев от село Галичник и в 1872 от зограф Аврам Дичов от Тресонче
- Църквата „Свети Никола“
- Църквата „Свети Тома“